# Kařez (železniční zastávka)
Kařez je železniční zastávka v obci Kařez v okrese Rokycany v Plzeňském kraji. Leží na železniční trati Praha-Plzeň mezi zastávkou Cerhovice a stanicí Kařízek. V její těsné blízkosti se nachází autobusové nádraží a parkoviště pro auta.

## Historie
Železniční zastávka Kařez byla vybudována v roce 2012. Osm set metrů od této zastávky směrem do Prahy stojí Zbiroh nákladní nádraží, které v rámci modernizaci tratě přestalo sloužit cestujícím 27. dubna 2012. Den poté začala fungovat zastávka Kařez.

## Galerie

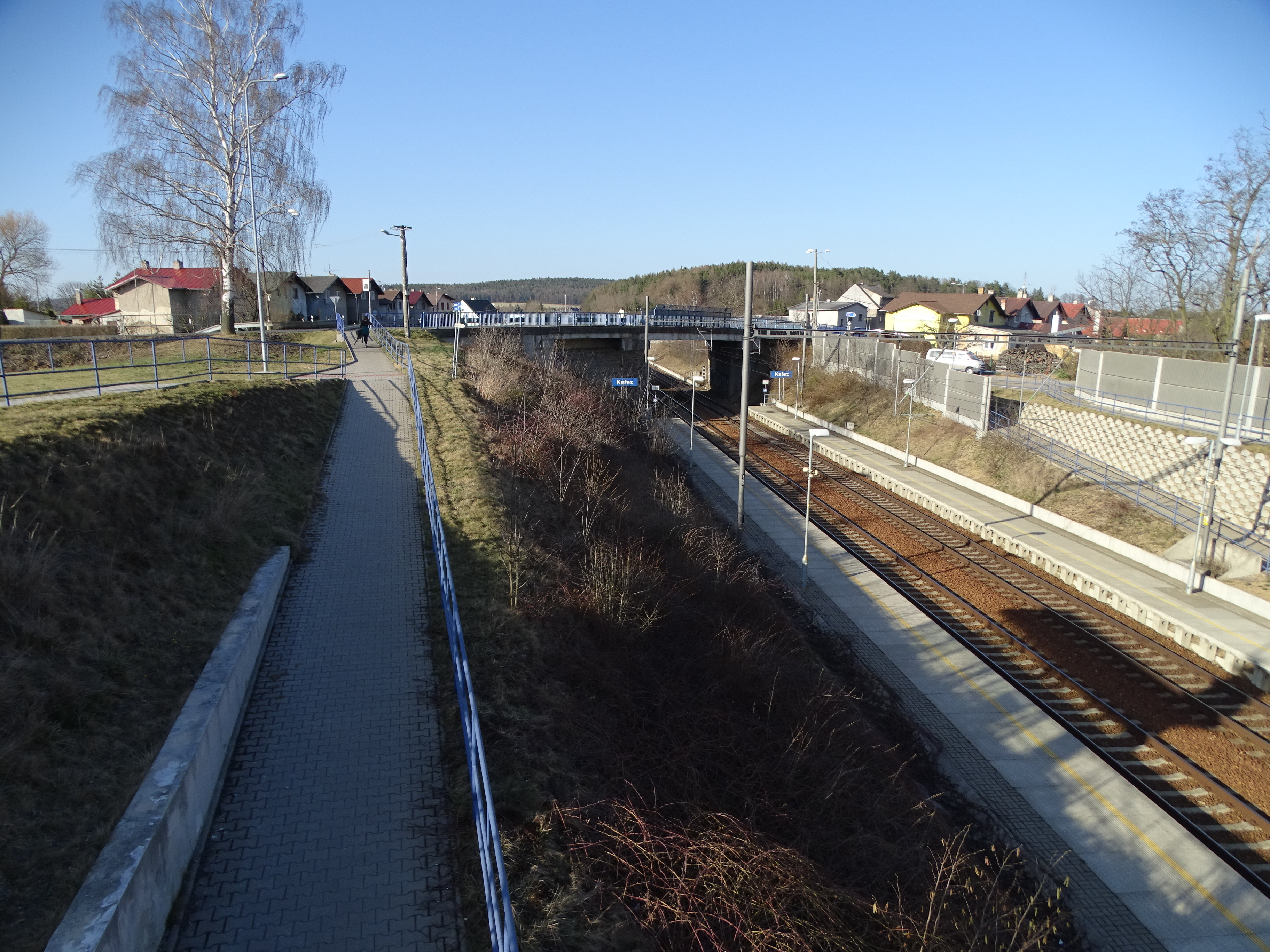
Železniční zastávka Kařez z lávky
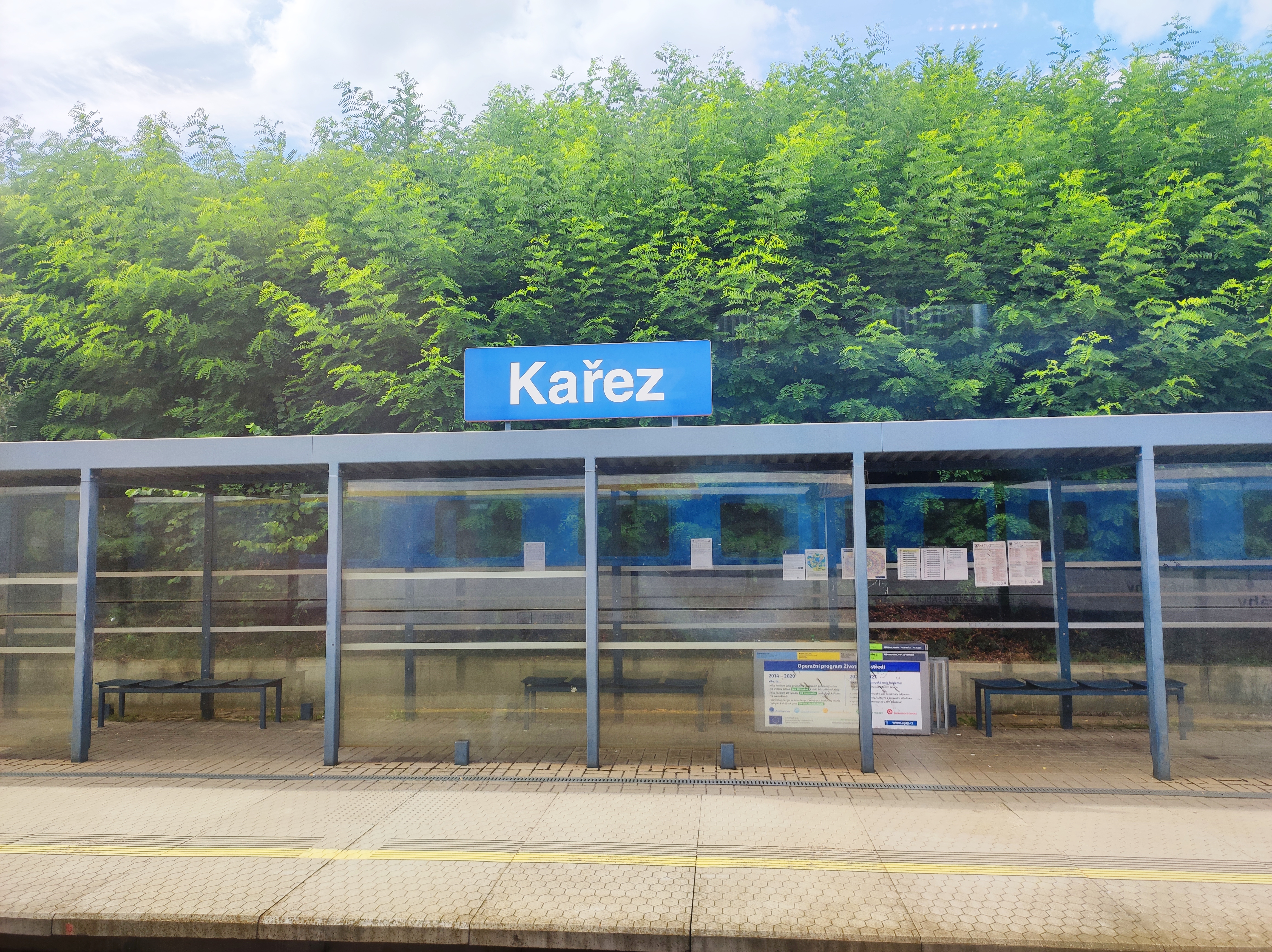
Přístřešek železniční zastávky Kařez
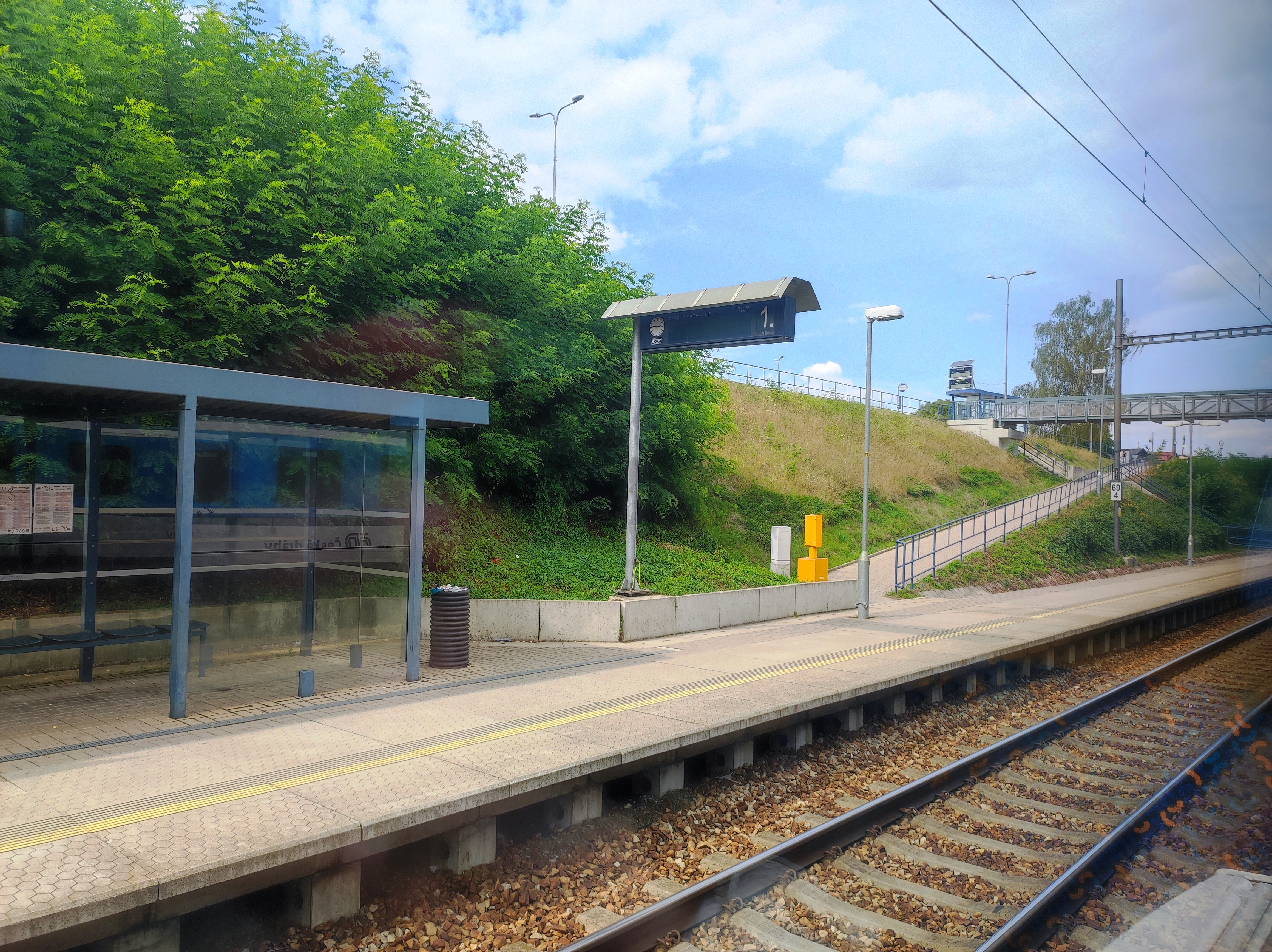
Cesta ze stanice na autobusovou zastávku